# SMS Danzig (1905)
Pour les autres navires du même nom, voir SMS Danzig.
Le SMS Danzig est un croiseur léger de la classe Bremen construit pour la Kaiserliche Marine au début des années 1900.
Commandé en 1901, sa quille est posée en 1904 au chantier naval Kaiserliche Werft de la ville de Danzig, d'où il tire son nom. Il est lancé en 23 septembre 1905 et mis en service dans la Hochseeflotte le 1er décembre 1907.

## Historique
Après sa mise en service, le Danzig sert dans les forces de reconnaissance de la Hochseeflotte. En 1910, il est utilisé comme navire d'entraînement pour les artilleurs de la flotte. Il retrouve le service en août 1914 après le déclenchement de la Première Guerre mondiale. Il est amarré à Brunsbüttel avec son navire jumeau München, en route pour Kiel via le canal au matin du 28 août 1914, lorsque les britanniques attaquent la ligne de patrouille allemande dans la baie de Heligoland. Au cours de la bataille de Heligoland, les Danzig et München furent rappelés et envoyés à l'embouchure de l'Elbe en attendant de futurs ordres. Vers 15 h 00, l'épave du croiseur Ariadne est repérée par le Danzig et le Stralsund. Cent-soixante-dix hommes du SMS Ariadne sont recueillis à bord du Danzig et cinquante-neuf à bord du Stralsund. Le Danzig refusa d'ailleurs un ordre du Konteradmiral Franz von Hipper, le commandant du I. Aufklärungsgruppe, qui souhaitait rassembler ses troupes avec ses croiseurs de batailles Von der Tann et Moltke. Le Fregattenkapitän Reiß, commandant du Danzig, répondit qu'il était « en train de sauver » l'équipage du croiseur Ariadne.
Le 7 mai 1915, le IV. Aufklärungsgruppe, composé du Danzig, München, Stettin, et Stuttgart, et de 21 torpilleurs sont envoyés en mer Baltique afin de soutenir une opération majeure contre la Russie à Libau. L'opération était commandée par le contre-amiral Hopman, commandant des forces de reconnaissance dans la Baltique. Le IV. Aufklärungsgruppe est chargé de rejoindre le nord pour empêcher toute force navale russe de quitter le golfe de Finlande sans être détectée, tandis que plusieurs croiseurs cuirassés et autres navires de guerre bombardent le port. Les russes tentent d'intervenir avec une force de quatre croiseurs : Amiral Makarov, Baïan, Oleg, et Bogatyr. Les navires russes engagent brièvement le München, avant de se retirer. Peu de temps après le bombardement, Libau est capturée par l'armée allemande et le reste du IV. Aufklärungsgruppe sont rappelés à rejoindre la Hochseeflotte. Le 8 mai, le Danzig rejoint les pré-dreadnought du IV. Geschwader lors d'une reconnaissance en direction de Gotland ; l'opération dure jusqu'au 10 mai en ne rencontrant aucune force russe. Il rencontre un champ de mines russe le soir du 25 novembre 1915 au cours duquel il est gravement endommagé. Il parvient à être remorqué jusqu'au port et réparé.
Au début du mois de septembre 1917, à la suite de la conquête allemande du port de Riga par les russes, la marine allemande décide d'éliminer les forces navales russes occupant toujours le golfe de Riga. L'Admiralstab (le haut commandement de la marine) planifia une opération visant à s'emparer de l'île baltique d'Ösel, et plus particulièrement des batteries russes de la péninsule de Sõrve. Le 18 septembre, l'ordre est donné de débuter une opération conjointe avec l'armée afin de capturer les îles d'Ösel et de Moon. La composante navale principale comprend le navire amiral Moltke, ainsi que les III. et IV. Geschwader de la Hochseeflotte. La force d'invasion compte environ 24 600 officiers et soldats. Le Danzig est à ce moment-là transféré au II. Aufklärungsgruppe, chargé de l'inspection de la force d'invasion. Au cours de l'opération, le prince Adalbert, fils du Kaiser Wilhelm II, commande le navire. La seule action significative du Danzig se déroule le 19, lorsqu'il est envoyé, en compagnie des Königsberg et Nürnberg, intercepter deux torpilleurs russes transitant dans la région. Ne parvenant pas à les localiser, l'opération est interrompu.
Le Danzig est retiré du service actif à la fin de 1917. Il survit à la fin de la guerre et est rayé du registre de la marine le 5 novembre 1919. Le navire est livré au Royaume-Uni sous le nom de   « prise de guerre R » le 15 septembre 1920 et démoli à Whitby entre 1921 et 1923.